# Источно од раја (филм)
Источно од раја (енгл. East of Eden) је америчка филмска драма из 1955. године. Режирао ју је Елија Казан. Сценарио је рађен по истоименом роману Џона Стајнбека.

## Радња
Младић Кал покушава да пронађе место у животу и придобије љубав свог побожног оца Адама, који је више забринут за судбину свог најстаријег сина Арона. Радња је модерна верзија приче о Каину и Авељу.

## Глумци
- Џејмс Дин (Кал)
- Рејмонд Меси (Адам)
- Џули Харис (Абра)
- Џо ван Флит (Кејт)
- Ричард Давалос (Арон)
- Берл Ајвс (Сем)
- Алберт Декер (Вил)
- Лоис Смит (Ен)

## Награде и номинације

### Оскар
Филм „Источно од раја” номинован је 1956. године у четири категорије за филмску награду Оскар, а освојио је једну:
- Оскар за најбољу споредну глумицу: Џо ван Флит

Остале номинације су биле у категоријама:
- Оскар за најбољег главног глумца: Џемс Дин
- Оскар за најбољег режисера: Елија Казан
- Оскар за најбољи адаптирани сценарио: Пол Озборн